# Nu orange
Nu orange est un tableau réalisé par le peintre français Pierre Bonnard en 1943. Cette huile sur toile exécutée dans une palette où la couleur orange domine représente une femme nue dont le modèle est Moucky Vernay se retournant depuis le bord gauche de la composition vers un horizon vide occupant l'essentiel de celle-ci, à la limite du figuratif et de l'abstraction comme du nu et du paysage.
L'œuvre fait partie depuis 2019 des collections du musée Bonnard, au Cannet, dans les Alpes-Maritimes. Il l'a achetée à un collectionneur new-yorkais pour 529 000 €, en partie grâce à un financement participatif. L'établissement conserve également depuis 2016 un carnet contenant des dessins préparatoires qui confirme que le Nu orange contient aussi, dans son coin supérieur droit, l'œil d'un homme dont l'identité est inconnue.